# Theodor Borell
Carl Gustaf Theodor Borell, född 12 november 1869 i Borgholms församling, Kalmar län, död 1 februari 1944 i Nacka församling, Stockholms län, var en svensk jurist och politiker (Allmänna valmansförbundet).
Borell blev fiskal i Svea hovrätt 1905, och assessor där 1907. 1910 blev han hovrättsråd och från 1911 revisionssekreterare. Han blev häradshövding i Stockholms läns västra domsaga 1916.
Borell var riksdagsledamot i första kammaren 1917–1938, fram till 1921 för Stockholms läns valkrets och från 1922 för Stockholms läns och Uppsala läns valkrets, samt kommunikationsminister 1928–1930. 1927 blev han även ordförande i Stockholms läns landsting. 1932 tog han över ordförandeskapet i Försvarskommissionen efter Per Albin Hansson.